# Tryb graficzny

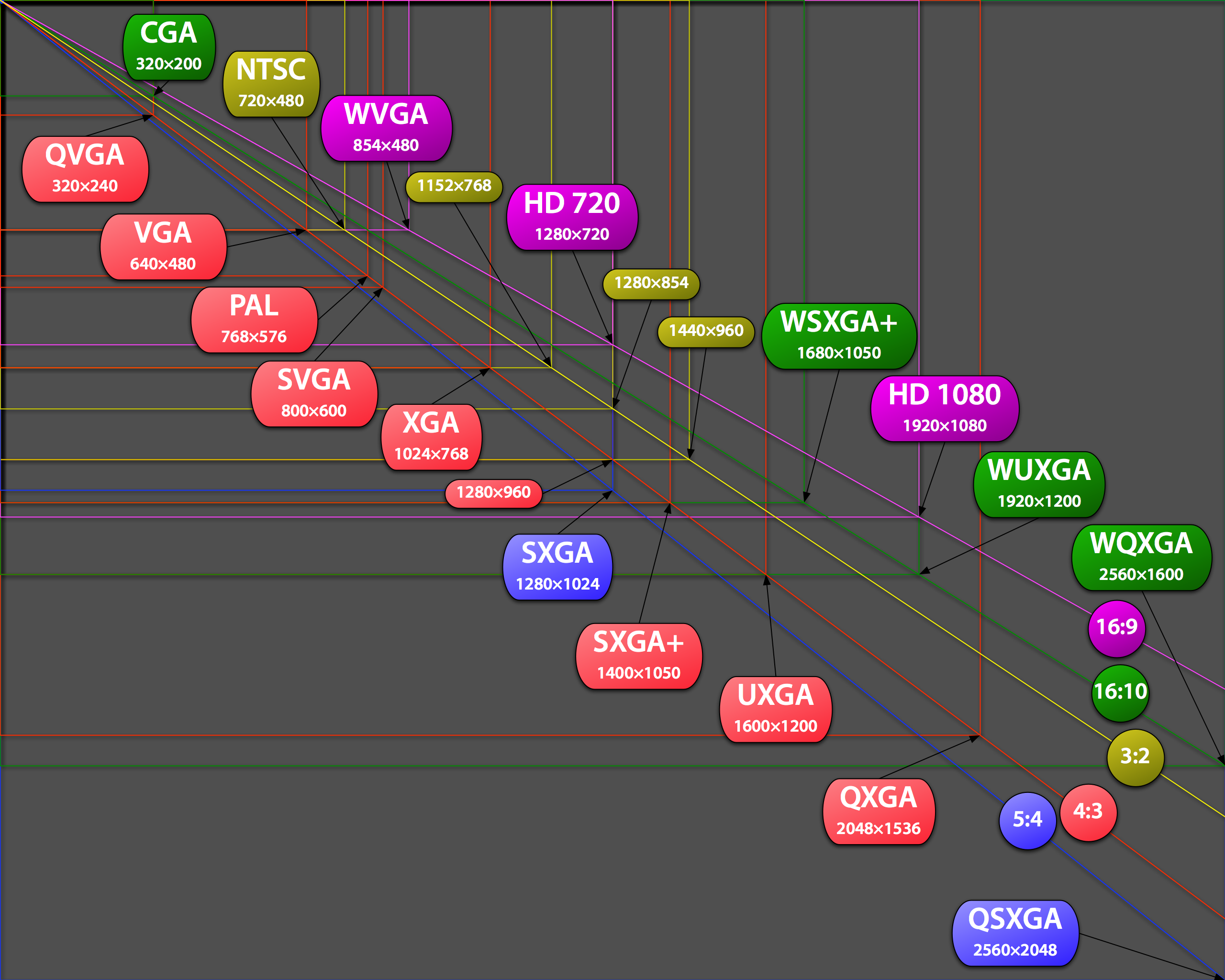
Standardowe rozdzielczości ekranowe

Tryb graficzny – tryb pracy karty graficznej, w którym jest ona zdolna do zmiany parametrów każdego piksela obrazu, w przeciwieństwie do trybu tekstowego, gdzie modyfikowane mogą być tylko sztywno określone pola pikseli.
Obecnie większość komputerów po przeprowadzeniu testu POST przełącza się w tryb graficzny, gdyż zwykle w takim trybie pracuje zainstalowany na nim system operacyjny. Jeżeli nawet system ten pracuje w wierszu poleceń, to jest on obecnie często realizowany również w trybie graficznym, a nie – jak to miało miejsce dawniej – w trybie tekstowym.
Liczba punktów (pikseli) na ekranie i liczba możliwych do uzyskania ich kolorów są zależne od możliwości sprzętowych karty graficznej, głównie od ilości zainstalowanej i obsługiwanej przez nią pamięci. Parametry te zapisuje się poprzez podanie liczby możliwych do wyświetlenia punktów w poziomie i pionie oraz podanie liczby możliwych do wyświetlenia w tym trybie kolorów. Najczęściej liczby te są znormalizowane i ustandaryzowane. Przykładem może być standard VGA, który umożliwia wyświetlenie obrazu o parametrach 640×480×16, czyli 640 pikseli w poziomie i 480 pikseli w pionie przy użyciu 16 różnych kolorów.